# Локацька Тетяна Станіславівна
Локацька Тетяна Станіславівна (нар. 25 квітня 1983 року, м. Вознесенськ, Українська РСР) — українська медіа-юристка, громадська діячка, журналістка та голова Ради Громадського Контролю при НАБУ (2019—2020). Спікерка партії «Демократична Сокира» з питань боротьби з корупцією.

## Біографія
Народилась 1983 року в Вознесенську, Миколаївської області. Середню освіту здобула в вознесенській школі № 2. Вступила до Чорноморського Державного Університету ім. Петра Могили на спеціальність «Правознавство».
З 2008 по 2010 рік працювала кореспондентом в регіональній газеті «Вісті Вознесенщини. Новини».[джерело?]
З 2011 по 2012 рік — редактор у комунальній газеті Южноукраїнська — «Контакт». У червні 2012 року депутатська більшість Южноукраїнської міської ради звільнила Локацьку з посади головного редактора за систематичне невиконання службових обов'язків. Проте журналістка заявила, що це рішення було політично вмотивованим і оскаржила його в суді. Вознесенський міський суд визнав правоту Тетяни Локацької та скасував рішення Южноукраїнської міської ради.
З 2012 по 2014 рік працювала журналістом-редактором у суспільно-політичному виданні «НикВести».[джерело?]
З 2013 року Тетяна переїжджає до Миколаєва та стає координатором Незалежної медіа-профспілки України (НМПУ) в Миколаївській області. На VI позачерговому З’їзді НМПУ  6 серпня 2016 року обрана членом Комітету НМПУ. 

## Політична та громадська діяльність
Тетяна бере активну громадську участь у житті Миколаївської області і за це, з 2018 року, неодноразово отримувала погрози з боку губернатора Олексія Савченко та підпорядкованих йому правоохоронних органів. На думку Тетяни та її колег, це почалося після публікації ряду матеріалів про корупційні схеми в Миколаївському аеропорту. 18 березня 2018 року наклав на себе руки Владислав Волошин — учасник АТО та виконувач обов'язків директора Миколаївського аеропорту. Тетяна Локацька опублікувала листування Волошина та його друга Максима Карпина і звинуватила Олексія Савченко в тиску на Волошина та доведення до самогубства. Це викликало великий резонанс в Україні та початок протестів за відставку Савченко.
Весною 2019 року Тетяна приєднується до партії «Демократична Сокира», як спікерка партії з питань боротьби з корупцією.
У травні 2018 року була обрана членом РГК НАБУ та повідомила про декілька гучних скандалів навколо НАБУ. Так, зокрема Локацька розповіла про відвідування вночі директором НАБУ Артемом Ситником будинку Петра Порошенко, появу Артема Ситника в передвиборчих штабах політичних партій, вилучення телефону у журналіста та участь співробітників НАБУ у корупційних схемах Міністерства Оборони.
30 травня 2019 була вдруге обрана членом РГК НАБУ.
14 червня 2019 року була обрана головою та очолила РГК НАБУ.
В липні 2019 року, напередодні відвідування Володимиром Зеленським Миколаєва, Тетяна Локацька повідомила, що почала отримувати телефоні погрози, де їй наполегливо не рекомендували ставити Зеленському питання про Миколаївський аеропорт.